# Obléhání Bělehradu (1688)
Obléhání Bělehradu (1688) se odehrálo během tzv. Velké turecké války. Ta začala roku 1683, po úspěšném odražení tureckého obléhání Vídně.
Obléhání Bělehradu započalo 28. července 1688 a bylo ukončeno 6. září téhož roku. Vrchním velitelem byl jmenován Maxmilián II. Emanuel a velel 35 000 pěších a měl k dispozici 98 děl.
Vojsko oblehlo Bělehrad a 11. srpna obsadil Stahremberg s předvojem 3000 mužů předměstí. 17. srpna byly skončeny obléhací práce a 25. srpna začalo bombardování města. Dne 4. září byly vystříleny dva průlomy a chystal se konečný útok a v této chvíli zapálila turecká střela císařskou prachárnu. Po této události byl útok odložen na 6. září a krátce na to se posádka Bělehradu vzdala.
Osmanská vojska dobyla Bělehrad zpět v roce 1690.